# 彭家湾乡
彭家湾乡，是中华人民共和国河南省信阳市平桥区下辖的一个乡镇级行政单位。

## 行政区划
彭家湾乡下辖以下地区：
彭兴社区、陈寨村、何寨村、潘寨村、彭湾村、朱岗村、李岗寺村、张岗村、前楼村、董岗村和金河村。

## 交通
- 京广铁路：彭家湾站